# Натан Коу
Натан Коу (англ. Nathan Coe; нар. 1 червня 1984, Брисбен, Австралія) — австралійський професійний футболіст, воротар «Мельбурн Вікторі».

## Досягнення
- Переможець Юнацького чемпіонату ОФК: 2001
- Переможець Молодіжного чемпіонату ОФК: 2002
- Чемпіон Нідерландів: 2005/06
- Чемпіон Данії: 2006/07
- Бронзовий призер чемпіонату Данії: 2007/08
- Срібний призер Кубка Азії: 2011